# Philipp Metzke
Philipp Metzke (* 9. Juli 1986 in Berlin; † 5. Dezember 2014 ebendort) war ein deutscher Radrennfahrer.
Philipp Metzke wurde 2005 bei der Berliner Rundfahrt und bei der Ungarn-Rundfahrt jeweils einmal Etappendritter. Im Jahr 2007 fuhr er für das deutsche Continental Team Akud Rose. Er gewann einen Abschnitt des Etappenrennens Szlakiem Grodów Piastowskich. Beim U23-Rennen Tour de Berlin gewann er auch eine Etappe, kam mehrfach unter die besten Fünf und belegte den siebten Platz in der Gesamtwertung.

## Erfolge
2007
- eine Etappe Szlakiem Grodów Piastowskich
- eine Etappe Tour de Berlin

## Teams
- 2007 Akud Rose